# 오창훈 (방송인)
오창훈(1962년 3월 1일~2024년 12월 12일)은 대한민국의 방송인이다. 지난 2006년부터 18년 동안 '즐거운 오후2시'를 진행했던 오창훈 씨는 지난 2021년 제주MBC 골든마우스 어워드에서 브론즈 마우스 상을 수상했으며 2023년부터 지병으로 투병 생활을 해왔고, 12월 12일, 향년 62세의 나이로 결국 사망했다.

## 생애
1962년 제주도 제주시에서 태어났다.지난 2006년부터 18년 동안 '즐거운 오후2시'를 진행했던 오창훈 씨는 지난 2021년 제주MBC 골든마우스 어워드에서 브론즈 마우스 상을 수상했으며 2023년부터 지병으로 투병 생활을 해왔고, 12월 12일, 향년 62세의 나이로 결국 사망했다. 이후 고인의 빈소는 부민장례식장에 마련됐고, 일포는 12월 14일 발인은 12월 15일 양지공원에서 봉행되었다.

## 경력
- 2006년 ~ 2024년 : 제주MBC 라디오 진행자

## 수상
- 2021년 3월 8일 : 제주MBC 골든마우스 어워드에서 브론즈 마우스 상

## 방송 진행자

### 라디오
- 제주MBC 표준FM 오창훈, 임서영의 즐거운 오후 2시 2006년 4월 24일 ~ 2024년 8월 30일